# Фермі (місячний кратер)
Кра́тер Фермі́ (лат. Fermi) — великий стародавній метеоритний кратер у південній півкулі зворотного боку Місяця. Назву присвоєно на честь італійського фізика Енріко Фермі (1901—1954) й затверджено Міжнародним астрономічним союзом у 1970 році. Кратер утворився у донектарському періоді.

## Опис кратера

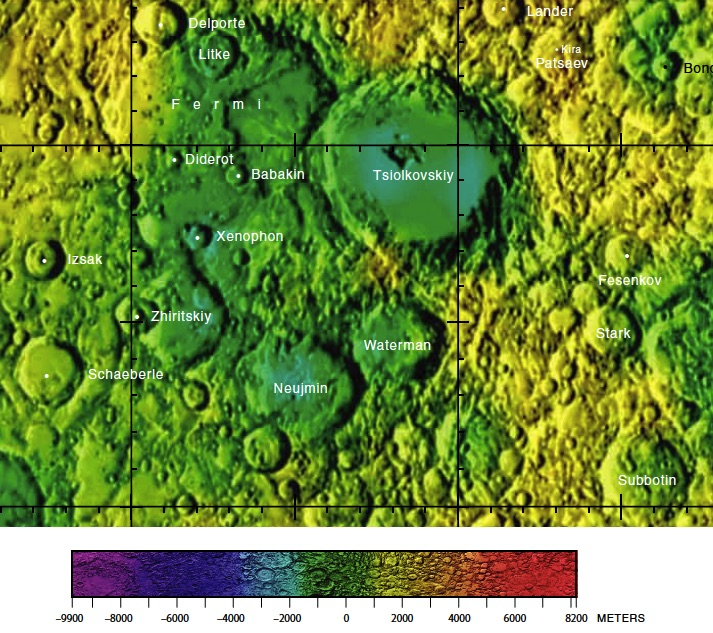
Околиці кратера Фермі. Фрагмент мапи зворотного боку Місяця.

Східна частина чаші кратера Фермі перекрита кратером Ціолковський. Іншими найближчими сусідами кратера є кратер Кондратюк на заході північному заході; кратер Данжон на півночі; кратери Неуймін і Вотермен на півдні південному сході; кратер Жирицький на півдні південному заході і кратер Іжак на південному заході. Північно-західна частина валу кратера Фермі перекрита великим кратером Дельпорт; у північній частині чаші розташований кратер Літке. У південній частині чаші розташовані кратери Дідро і Бабакін, а в південній частині внутрішнього схилу валу лежить кратер Ксенопонт. Селенографічні координати центру кратера 19°37′ пд. ш. 123°14′ сх. д. / 19.61° пд. ш. 123.24° сх. д., діаметр 241,4 км, глибина 3 км.
Кратер Фермі має полігональну форму і зазнав значних руйнувань за тривалий час свого існування. Вал згладжений й перекривається безліччю кратерів різного розміру, найкраще зберігся у північній частині, південна частина валу практично зрівнялась з навколишньою місцевістю. Утворення кратера Ціолковський значно змінило топографію чаші кратера Фермі, спричинивши утворення численних паралельних борозен у північно-східній частині чаші і системи хребтів паралельних до західної ділянки валу кратера Ціолковський, більша частина чаші покрита породами викинутими при утворенні останнього. Порівняно збережена північно-західна частина чаші поцяткована безліччю маленьких кратерів.
На заході від кратера Фермі, у точці з селенографічними координатами 18°42′ пд. ш. 117°41′ сх. д. / 18.7° пд. ш. 117.68° сх. д., лежить зорієнтований з півдня на північ уступ чи подовжене підвищення, в якому деякі спостерігачі схильні бачити інопланетний космічний корабель, що є не більше ніж прикладом парейдолічної ілюзії.
Сателітні кратери відсутні.

## Галерея

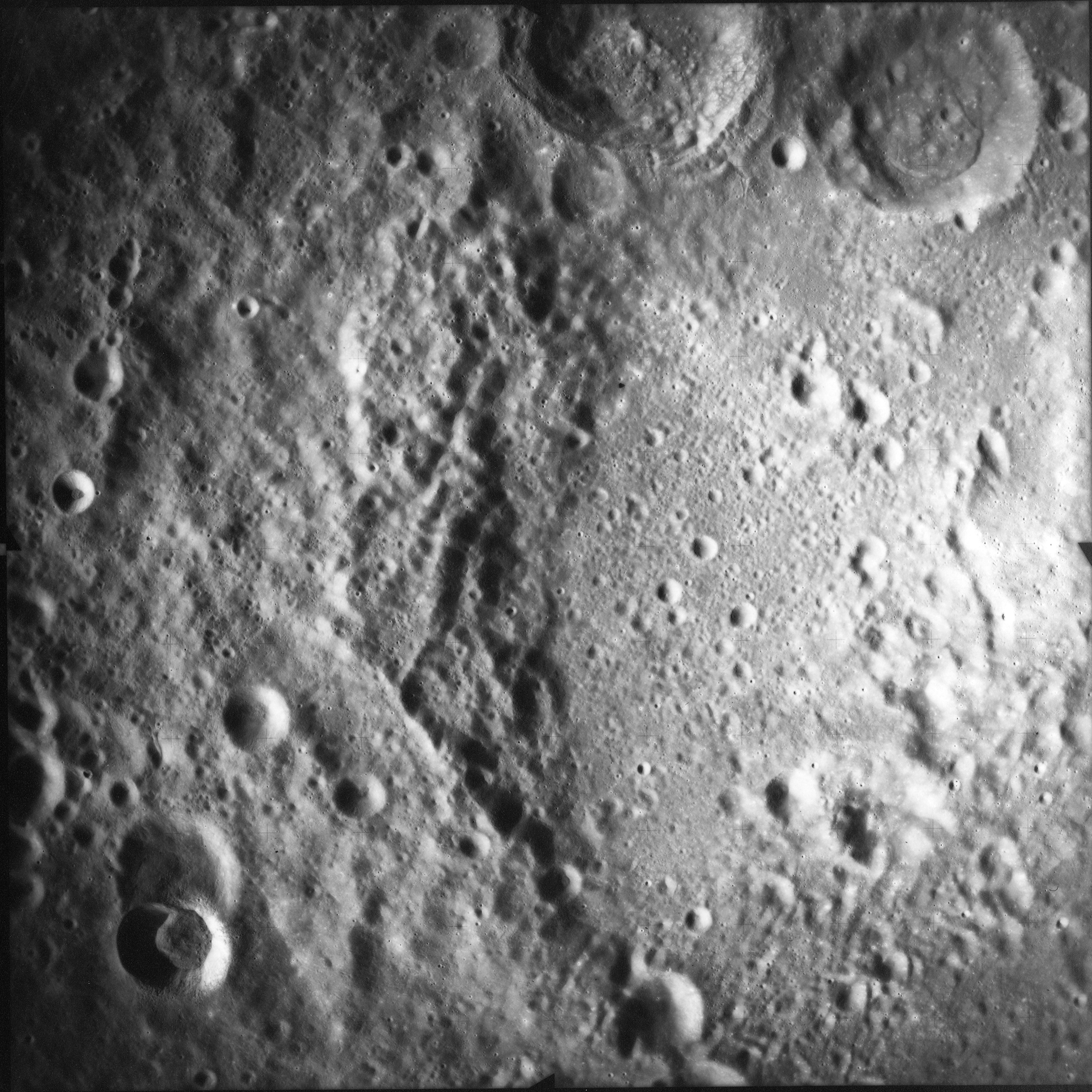
Світлина кратера з борту Аполлона-15.
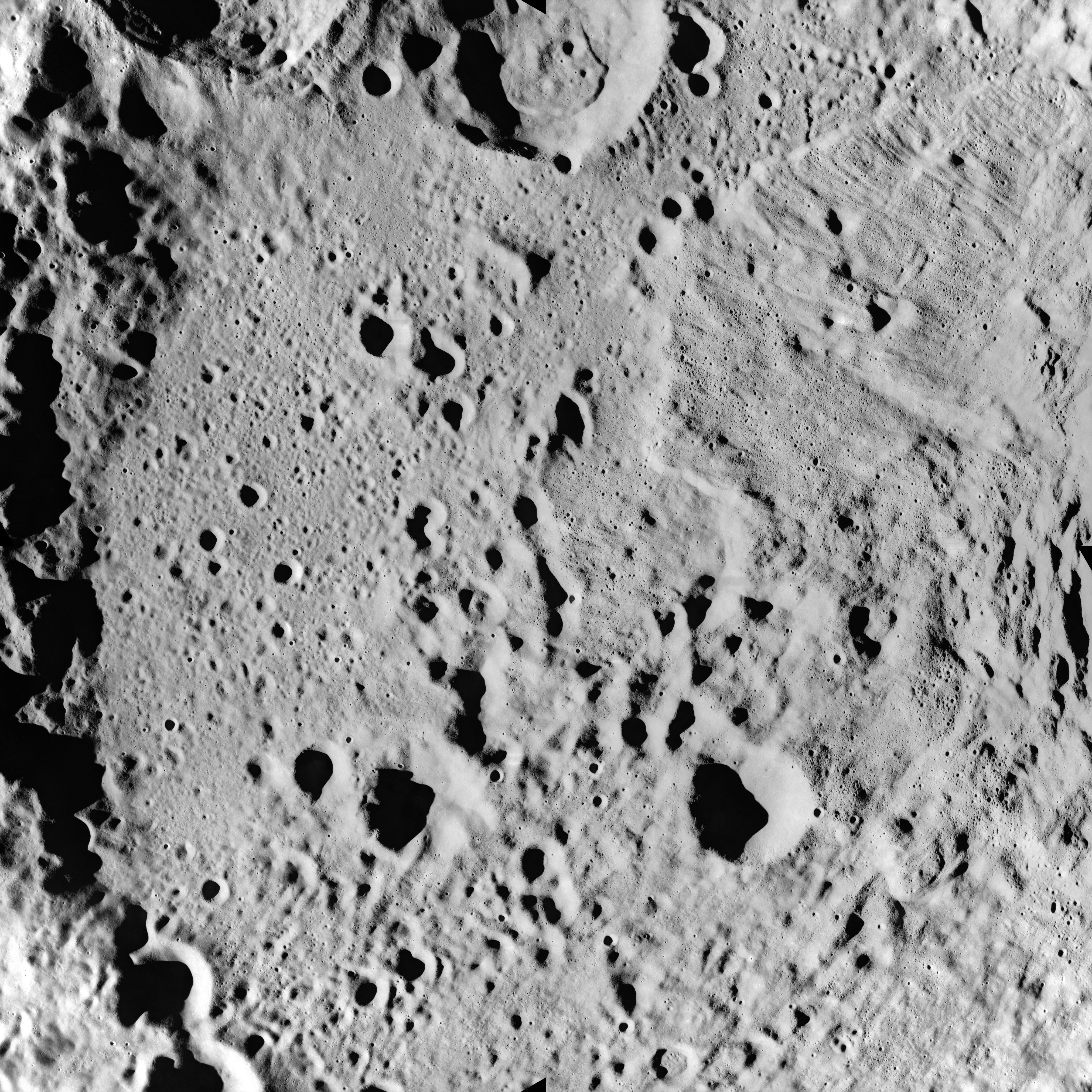
Світлина кратера з борту Аполлона-17.
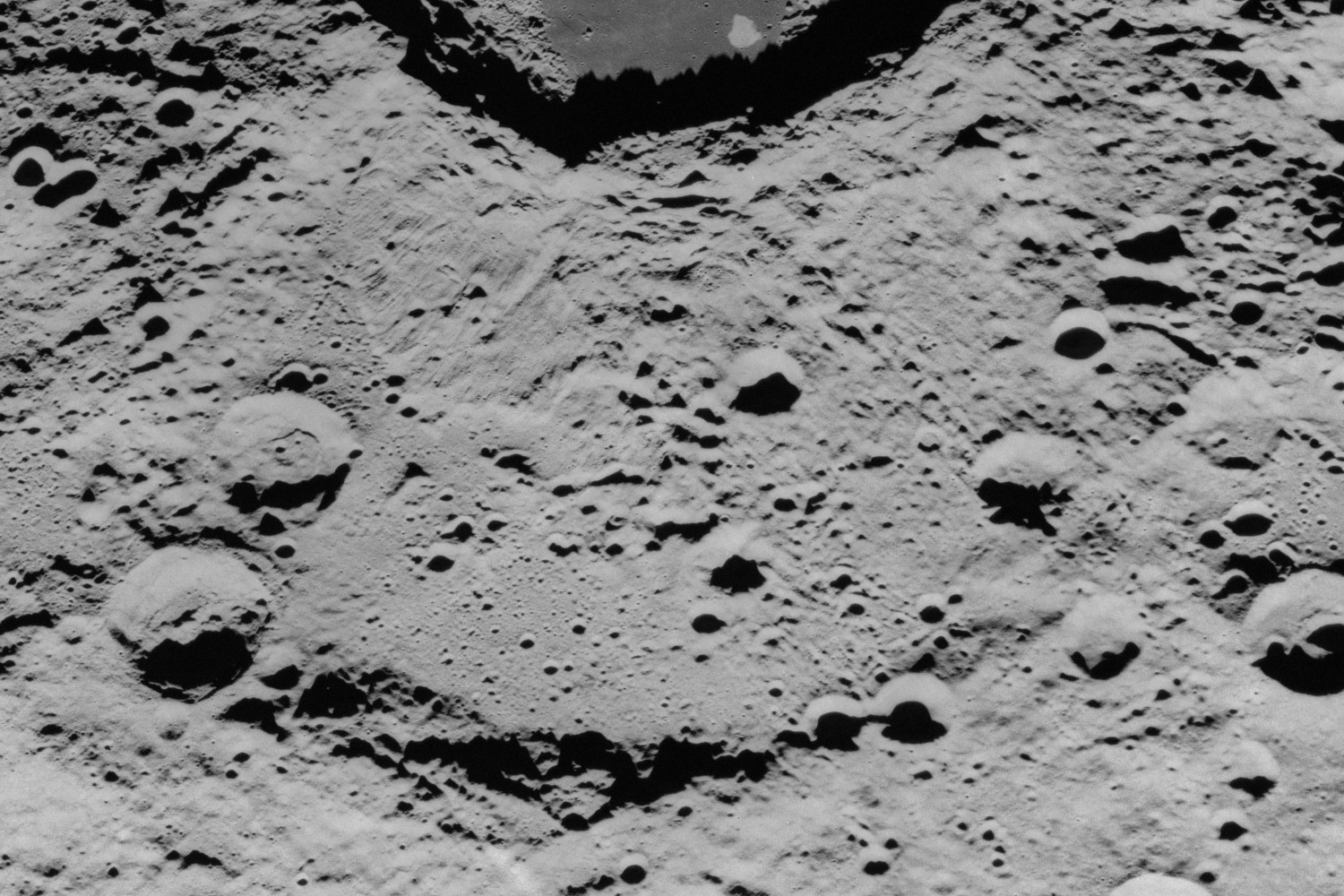
Світлина кратера з борту Аполлона-17.